# چو یونگ (مجموعه تلویزیونی)
چو یونگ (انگلیسی: Cheo Yong; کره‌ای: 귀신보는 형사, 처용) یک مجموعهٔ تلویزیونی محصول کره جنوبی سال ۲۰۱۴ با بازی اوه جی هو، اوه جی اون، جون هیو سونگ و ها یون جو است. فصل اول از ۹ فوریه تا ۶ آوریل ۲۰۱۴ از اوسی‌ان پخش شد. فصل دوم از ۲۳ اوت تا ۱۸ اکتبر ۲۰۱۵ پخش شد.

## بررسی اجمالی مجموعه
| فصل | قسمت‌ها | قسمت‌ها | تاریخ اصلی روی آنتن رفتن | تاریخ اصلی روی آنتن رفتن | زمان پخش                   |
| فصل | قسمت‌ها | قسمت‌ها | اولین بار                | آخرین بار                | زمان پخش                   |
| --- | ------ | ------ | ------------------------ | ------------------------ | -------------------------- |
| ۱   | ۱۰     | ۱۰     | ۹ فوریه ۲۰۱۴             | ۶ آوریل ۲۰۱۴             | شنبه‌ها ساعت ۲۳:۰۰ (کی‌اس‌تی) |
| ۲   | ۱۰     | ۱۰     | ۲۳ اوت ۲۰۱۵              | ۱۸ اکتبر ۲۰۱۵            | شنبه‌ها ساعت ۲۳:۰۰ (کی‌اس‌تی) |

## بازیگران

### اصلی
- اوه جی هو در نقش یون چو یونگ
- اوه جی اون در نقش ها سون وو (فصل ۱)
- جون هیو سونگ در نقش هان نا یونگ[۴][۵]
- ها یون جو در نقش جونگ ها یونگ (فصل ۲)